# Carolyn Dinshaw
Carolyn Dinshaw est professeur d'anglais à l'université de Californie à Berkeley.
Elle est aussi l'auteur des ouvrages de référence sur les problématiques des femmes, de la sexualité et du genre. Son livre Chaucer's' sexual Poetics renouvelle la critique littéraire anglaise médiévale.

## Publications
- Chaucer and the text: two views of the author, Taylor & Francis, 1988.
- Chaucer's' sexual Poetics, Univ of Wisconsin Press, 1990.
- Getting medieval. Sexualities and communities, pre-and postmodern, Duke University Press, 1999.